# Szkoła Podstawowa nr 7 im. Leona Kruczkowskiego w Olsztynie
Szkoła Podstawowa nr 7 im. Leona Kruczkowskiego w Olsztynie – szkoła podstawowa założona w 1951 roku w Olsztynie. Budynek szkoły znajduje się przy alei Przyjaciół, na Osiedlu Nad Jeziorem Długim. Patronem placówki jest Leon Kruczkowski.

## Historia
Szkoła powstała w odpowiedzi na petycję mieszkańców kolonii nad Jeziorem Długim wystosowaną w 1950 roku. W 1951 roku powstaje jako samodzielna jednostka utworzona przez Szkołę Podstawową nr 4 w Olsztynie. Do 1955 roku zajęcia odbywały się w dawnej stanicy harcerskiej na ulicy Bałtyckiej (przy skrzyżowaniu z Jeziorną). Pierwszą dyrektorką szkoły została Zdzisława Ostrowska, w placówce uczyły się dzieci repatriantów zza Buga oraz miejscowe. 
Budynek szkoły (przy alei Przyjaciół 42) sfinansował Społeczny Fundusz Budowy Szkół. Budową kierował Jan Walacik, a głównym inżynierem był Julian Sawko. Prace zakończono przed rozpoczęciem roku szkolnego 1955/56. Od 1959 roku w szkole funkcjonował gabinet dentystyczny i pracownia robót ręcznych, w następnym pojawił się też aparat kinowy, przeprowadzono radiofonizacje klas i wykończono elewację. W związku z otwarciem szkół podstawowych o numerach 11 i 14 część uczniów przeszła do nowych placówek. 
Od 1964 roku do szkoły uczęszczają też dzieci romskie. Wtedy też rozpoczęto pracę nad budową boiska szkolnego. Projekt autorstwa Zbigniewa Kempskiego zrealizowano do końca wakacji 1967 roku.
21 stycznia 1966 w apelu z okazji „wyzwolenia Olsztyna” wziął udział Alojzy Śliwa, 2 czerwca 1969 roku placówkę odwiedziła Maria Zientara-Malewska, a 9 maja 1970 roku patronem szkoły został Leon Kruczkowski. W czasie uroczystości połączonych z dnia zwycięstwa odsłonięto popiersie pisarza autorstwa Balbiny Świtycz-Widackiej, zaprezentowano również nowe sztandary.
W roku szkolnym 1974/75 do grona uczniów przyjęto 113 dzieci ze Szkoły Podstawowej nr 19 w Likusach.
W latach 2000–2001 w szkole otworzono pracownię informatyczną, zaś starą kotłownię przerobiono na siłownię.
W 2008 roku otwarto przy szkole halę gimnastyczną o powierzchni 1907 m². Sfinansowany przez miasto projekt kosztował 7 milionów złotych.

## Dyrektorzy
| Imię i nazwisko             | Początek urzędowania | Koniec urzędowania |
| --------------------------- | -------------------- | ------------------ |
| Zdzisława Ostrowska         | 1951                 | 1952               |
| Eugenia Rydzewska           | 1952                 | 1952               |
| E. Sempowicz                | 1952                 | 1954               |
| Antoni Neumann              | 1954                 | 1956               |
| Helena lub Adam Więckiewicz | 1956                 | 1958 lub 1959      |
| Kazimierz Drzazgowski       | 1958 lub 1959        | 1961               |
| Ryszard Giergielewicz       | 1961                 | 1962               |
| Ryszard Baranowski          | 1962                 | 1963               |
| Janina Domańska             | 1963                 | 1970               |
| Leokadia Łukomska           | 1970                 | 1976               |
| Janina Domańska (2. raz)    | 1976                 | 1986               |
| Karol Ziętek                | 1986                 | 1988               |
| Elżbieta Fruzińska          | 1988                 | 1997               |
| Jan Leszek Bajorek          | 1997                 | 2007               |
| Helena Ewa Lasota           | 2007                 | 2013               |
| Maria Wasilewska            | 2013                 | 2014               |
| Dorota Zabuska              | 2014                 |                    |

## Znani absolwenci
- Izabela Trojanowska (Schütz)[12]
- Zbigniew Małkowski[13]